# Thaumadiplosis magnicauda
Thaumadiplosis magnicauda är en tvåvingeart som beskrevs av Gagne 1973. Thaumadiplosis magnicauda ingår i släktet Thaumadiplosis och familjen gallmyggor.
Artens utbredningsområde är Maryland. Inga underarter finns listade i Catalogue of Life.